# Spoorlijn 230
Spoorlijn 230 is een Belgische industrielijn in de stad Genk. Het is een aftakking van spoorlijn 21C (Genk-Goederen - Y Rooierweg) naar Zutendaal.
Deze enkelsporige lijn is 6,2 km lang en ligt op de noordoostelijke oever van het Albertkanaal. De maximumsnelheid bedraagt 40 km/u.

## Aansluitingen
In de volgende plaats is er een aansluiting op de volgende spoorlijn:
Y Bosdel
Spoorlijn 21C tussen Genk-Goederen en Y Rooierweg